# Diecimila martiri (Pontormo)
I Diecimila martiri è un dipinto a olio su tavola (65x73 cm) di Pontormo, databile al 1529-1530 circa e conservato nella Galleria Palatina di Firenze. Ne esiste anche una versione della sola parte sinistra attribuita al giovane Bronzino nella Galleria degli Uffizi.

## Storia
L'opera venne realizzata per le monache dello Spedale degli Innocenti e mostra il martirio di san Maurizio e della legione tebana che, rifiutatisi di compiere alcuni sacrifici pagani poiché convertiti al cristianesimo, vennero fatti torturare per spingerli all'abiura dall'imperatore Massimiano, e poi crocifissi sul monte Ararat, alla fine del III secolo.
L'artista possedeva già un disegno preparatorio con tale soggetto (oggi alla Hamburger Kunsthalle n. 293) destinato a una lunetta della sede della Compagnia dei Martiri di Camaldoli, dove Perin del Vaga doveva invece rappresentare la scena della condanna. L'opera non venne mai portata a compimento per l'abbandono del monastero con l'assedio di Firenze, ma il cui progetto venne appunto riutilizzato per la tavoletta.
Vasari ricordò come alla fine del Cinquecento l'opera fosse passata nella collezione dello spedalingo Vincenzo Borghini. Nel secolo seguente approdò alle raccolte medicee e nel 1638 era nella Tribuna degli Uffizi, passando poi alla Galleria entro il 1783. Passò a palazzo Pitti il 21 gennaio 1819, venendo poi menzionata nel catalogo dell'Inghirami.
Un restauro della fine del Novecento ha rimesso in luce i colori originali, la profondità e il risalto delle scene agli angoli, confermando come le misure della tavola siano originali e non ridotte.

## Descrizione e stile
La scena si articola in maniera complessa presentando contemporaneamente la scena della condanna, in primo piano a destra, e i vari tipi di martirio tutt'intorno. L'imperatore seduto ricorda nella postura il Ritratto di Giuliano de' Medici duca di Nemours di Michelangelo, così come la zuffa a sinistra riecheggia la Battaglia di Cascina. Forse la figura con l'armatura e quella a cavallo, in abiti contemporanei, alludono a personaggi dell'epoca, mentre la figura a sinistra del tamburino al centro, secondo Luciano Berti (1973), potrebbe contenere un autoritratto del Pontormo.
In alto a sinistra si svolge il battesimo dei soldati, benedetto dall'apparizione di tre angeli, mentre al centro la cattura della legione, la sua lapidazione e uccisione con pugnali. A destra due soldati sono avviati a camminare sui chiodi, accolti da un angelo, mentre in primo piano si vede la figura di spalle di un flagellatore, che riceve l'ordine da un adirato imperatore. Dietro di lui gruppi di figure si avviano sconsolate al martirio. In alto a destra poi una moltitudine viene crocifissa. La figura in maggiore risalto sembra citare volontariamente il Crocifisso di Santo Spirito sempre del Buonarroti.